# Aranykoporsó
Az Aranykoporsó Móra Ferenc egyik legnépszerűbb regénye. Az ókori Rómában, Diocletianus uralkodása alatt játszódik. Az ókori kultúrában rendkívül jártas író legnagyobb történelmi regénye 1932. november végére készült el. Az első nyomtatott példányt díszdoktori disszertációként a Szegedi Egyetemnek ajánlotta 1932. december 3-án. Eredetileg levélformában akarta megírni, Római levelek Diocletianus császár korából címmel. A regény népszerűségének talán egyik legfőbb oka, hogy a plasztikus korrajznak köszönhetően teljesen magunkénak érezhetjük a történetet, azonban a rengeteg történelmi utalás, vonatkozás mégsem nyomja rá bélyegét a költőien megrajzolt szerelmi történetre. Az Aranykoporsó már hangoskönyv formájában és rovásírással is elérhető.

## Szereplők
- Ammonius: állítólag Nikomedia püspöke küldte Antiochiába; harcra szólítja fel a keresztényeket a rómaiak ellen. Később kiderül róla, hogy szélhámos.
- Benoni: zsidó kereskedő, isteneket és kereszteket egyaránt árul.
- Bion: matematikusként emlegetik, de tulajdonképpen polihisztor. Rendkívül művelt és okos, életfilozófiája horatiusi. Tiszteli a császárt, Quintiport szinte fiaként szereti. Legjobb barátja Lactantius. Bár csillagjós, nem hisz az istenekben.
- Constantinus: (princeps, nobilissimus, Flavius): Constantius első házasságából származó fia.
- Constantius: (caesar, a fehér caesar, Constantius Chlorus, Flavius): Maximianus caesarja (alcsászára), a nyugati barbárok ura. A császári címért cserébe el kellett hagynia első feleségét, akit sosem tud elfelejteni. Emberséges, okos uralkodó; módszerei kivívják Maximianus és Galerius nemtetszését.
- Diocletianus (Dominus, Jovius, augustus, császár): dalmatiai rabszolgából lett a Római Birodalom ura. Egyenes, határozott, egyszerű gondolkodású, de bölcs. Mindenek felett szereti feleségét és eltitkolt fiát. Istenfélő, rendszeresen tanácsot kér Biontól, a csillagászától.
- Fausta: a történet idején kicsi gyermek; Constantinusnak a császár által kijelölt menyasszonya, később felesége.
- Galerius (caesar, a vörös caesar, Csordás, Armentarius): Diocletianus caesarja, Titanilla apja, Valeria férje. Kezdetben a császár feltétlen szolgája, később Maximianusszal ellene fordul.
- Genesius: népszerű színész (mimus); hatalmas botrányt okoz, amikor egy keresztényeket gúnyoló darabban, a legvéresebb keresztényüldözés alatt nyilvánosan tér meg.
- Helena (Flavia Helena): Constantius első, elüldözött felesége; miután férjét el kellett hagynia, megtér.
- Heptaglossus: nevének jelentése „hét nyelven beszélő”; az alexandriai könyvtár igazgatója; a császári rendelet alapján elpusztítandó keresztény könyvek másolása közben tér meg.
- Hormizda: perzsa királylány, Quintipor kijelölt menyasszonya, Varanes húga.
- Lactantius: rétor; szenvedélyes ember, épp annyira tud szeretni, mint gyűlölni. Nagy tudású, olvasott. Barátja jóslatát beigazolva, lelkes kereszténygyűlölőből lelkes kereszténnyé válik.
- Maxentius (princeps, nobilissimus): Maximianus fia, Titanilla kijelölt vőlegénye; az ő szavaival élve: „vad, alattomos és kegyetlen”.
- Maximianus (augustus, Herculius) A birodalom keleti felének augustusa. Jó hadvezér, de korlátolt és hiú.
- Minervina: Fausta dajkája, Constantinus szerelme; keresztény.
- Mnester: Antiochia püspöke. A regényben tettei által kap fontos szerepet; ő téríti meg Pantaleont és Lactantiust, házasítja össze Constantinust és Minervinát. Régről ismeri Biont.
- Nonnus: a konformista, elvtelen, mindig a saját érdekeit és hasznát leső kispolgár megtestesítője. Kezdetben notarius (jegyző), később főkamarás, a császári palota főgondnoka.
- Pantaleon (a szegények orvosa): keresztény orvos, egy csoda folytán tér meg. Vagyonát elosztogatja és szegényeket gyógyít. A császárné orvosának fogadják fel, akit lányával együtt megtérít.
- Prisca (Domina, augusta): Diocletianus felesége, császárné. A történet idején megtört, beteg asszony. Soha nem tudja feldolgozni kisfia halálát, időről időre fejfájással, hallucinációkkal, hosszú álommal és őrjöngéssel kísért rohamai vannak. Az orvosok nem tudják kiűzni belőle a „démont” (Thiuthabaoth); végül Pantaleon gyógyítja és téríti meg.
- Quintipor (a szerelme, Titanilla által adott becenéven Gránátvirág): álmodozó fiú, a császár rabszolgája mint magister sanctae memoriae (a szent emlékezet mestere). Atyai barátjaként tekint nevelőjére, Bionra. Nem is sejti, mennyire igaza van, amikor Titanillával való első találkozásakor megjegyzi: „Rabszolga vagyok. Az apám rabszolgája.” Titanilla őt is azonnal elbűvöli, de a történet során ő az egyetlen, aki tényleg teljes szívével beleszeret.
- Quintus: kertész, Quintipor nevelőapja.
- Sapritia: Quintus felesége, Quintipor nevelőanyja.
- Tages: udvari főpap. Alakja a korrupt, eredeti hivatásáról rég megfeledkezett egyházat testesíti meg.
- Theodora: Maximianus lánya, Constantius második felesége.
- Titanilla (Titanilla; tulajdonképpen Maximilla, „a vad nobilissima”, a szerelmének Kis Tit): Galerius lánya. Laza erkölcsű, kacér, de szeretni való lány, mindenki kedveli sugárzó személyiségét. Quintiporban a gyermeki tisztaságot, ártatlanságot szereti meg.
- Trulla: egyszerű parasztasszony, Titanilla dajkája; anyjaként szereti a lányt.
- Valeria: Diocletianus és Prisca lánya. Soha nem tudja megbocsátani a szüleinek, hogy Galeriushoz adták feleségül, akit gyűlöl és akitől fél. Úgy érzi, anyja elhanyagolta őt, mert csak a halott fia fölött érzett fájdalmával foglalkozik.
- Varanes: perzsa királyfi, Titanilla udvarlója, Hormizda bátyja.

## Cselekmény
|  | Alább a cselekmény részletei következnek! |

### Antiochia, vagy a politika könyve (I–XXI.)
Mint címe is mutatja, ez a könyv elsősorban a politikai, társadalmi előzményekről illetve helyzetről szól. Diocletianus sok zűrzavaros évtized után kerül trónra és kiépíti a tetrarchia rendszerét. Először maga mellé veszi régi barátját, Maximianust mint társcsászárt (augustus), majd mindketten választanak maguknak egy-egy alcsászárt (caesar): Diocletianus Galeriust, Maximianus pedig Constantiust. A történet kezdetén Diocletianus összehívja a szent consistorium, azaz a birodalmi titkos tanács ülését Antiochiába. Elsőnek Constantius érkezik meg; fia, Constantinus elmondja neki, hogy feleségül szeretné venni Minervinát. Megismerkedünk Quintiporral mint titkár dolgozik a császári palotában, mesterével, Bionnal és Lactantiussal. Quintipor találkozik Titanillával, aki rögtön nagy hatást tesz rá valamint Maxentiussal és Varanessel.
A császár felesége, Prisca még mindig a majdnem húsz éve elvesztett fiát siratva belebetegedett a bánatba; lánya, Valeria sem lát kiutat: gyűlöli a férjét, úgy érzi, senki sem törődik vele. Az életük azonban megváltozik, amikor megismerkednek Pantaleónnal, a keresztény orvossal.
Eközben a császár is Antiochiába tart; útja során szembe kell néznie a birodalmat illetve saját magát érintő döntéseinek következményeivel. Ekkor találkozik először keresztényekkel; bár mindenki megveti és lenézi őket, a császárra jó benyomást tesznek. A hazaérkező császárt ünneplő tömeg és fogadja; Lactantius tart ünnepi beszédet, ami alatt üstökös hasít át az égen.
Az ünnepség után lakoma várja a császárokat, Diocles azonban Priscával költi el egyszerű vacsoráját. Megismerkedünk fiuk, Apollinaris történetével, aki tizenhat éve tűnt el. Később a császár hívatja Biont; kiderül, hogy Apollinaris valójában él, de egy jóslat miatt titokban kell nevelkednie húszéves koráig; Bion minden évben elkészíti a fiú horoszkópját. A császár véletlenül elárulja neki, hogy a fiú Quintipor. Bion elmondja, hogy a pessinai jósnő, aki megjósolta a császár trónra kerülését és a fia sorsát, az ő anyja volt, illetve, hogy a jóslat második fele szerint ő fogja meggyújtani a császár halotti máglyáját.
Eközben Maxentius, Galerius és Constantius az ünnepi lakomát ülik; egyre jobban élesedik a viszony Maxentiusék és Constantius között. Titanilla a bortól mámorosan Maximianus karjaiban köt ki. Constantinus összeházasodik Minervinával és találkozik anyjával, Helenával illetve Mnesterrel. Galeriustól megtudjuk a carrhae-i csata történetét, a Constantius részéről ért legnagyobb sérelmét.
A szent consistorium első ülésén Diocletianus úgy dönt, összeszámlálja a keresztényeket.
Az antiochiai gyülekezetben feltűnik Ammonius, aki a császárok ellen uszítja a keresztényeket; nem sokkal később ugyanilyen hirtelen eltűnik. Eközben Titanilla titokban sétálni megy Quintiporral; két kis ólomkeresztet vesznek Benonitól.
Lactantius Bionnak írt leveléből megtudjuk, hogy Quintipor megmentette a császár életét, amikor annak rejtélyes körülmények között kigyulladt a hálószobája. Prisca állítólag megkeresztelkedett, lányával viszont teljesen megromlott a viszonyuk. Galerius a keresztények elleni cselekedetet sürgeti. A rétor megvallja, hogy egyre jobban foglalkoztatja őt ez a vallás. Az összeírás óta a keresztények helyzete meglehetősen bizonytalan.
Quintipor, Bion és Lactantius is Alexandriában vannak. Heptaglossussal, a könyvtár igazgatója körbevezeti őket; kiderül, hogy ő is keresztény. Quintipor úgy érzi, egyre jobban szereti Titanillát, a lány érzései azonban kétségesek. Újabb udvarlója akadt: Genesius, a mimus.
A császár megtudja Biontól, hogy Quintipor életébe hamarosan egy nő fog belépni; azt tudják, hogy Titanilla iránt táplál érzéseket, de biztosra veszik, hogy nem őt jósolták meg a csillagok. Galerius levelében ismét a keresztények ellen akarja hangolni a császárt. Közben megjelenik Quintipor és hírül adja, hogy a császárné le akarta vetni magát a Paneum tetejéről.
Földrengés rázza meg Alexandriát, amit a nép az istenek büntetésének vél a keresztények miatt. A császár ediktumot bocsát ki, amiben mindenkit, aki nem hajlandó az isteneknek áldozatot bemutatni, megfoszt polgárjogaitól és hivatalától. Prisca megálmodja Pantaleón érkezését. Megérkezik Galerius és valóban magával hozza Pantaleónt — holtan. Állítása szerint meg akarta gyilkolni a császárt. Szavaiból Diocletianus azt veszi ki, hogy kitudódott féltve őrzött titka és a keresztények fia életére akarnak törni, ezért kiadja a keresztényüldöző edictumot. A történtek hatására lázba esik; miután meggyógyul, az orvosok Nílusi hajóútra küldik, ahova Quintiport és Titanillát viszi magával.

### Alexandria, vagy a hit könyve (XXII–XXVI.)
A nílusi úton Titanilla és Quintipor egyre közelebb kerülnek egymáshoz; homokviharba kerülnek, a császár megmenti fia életét. Miután hazaérkeznek, kiderül, hogy Quintus szörnyethalt. Tages jelenti a császárnak, hogy az összes börtön megtelt a keresztényekkel, azonban kivégezni nem lehet őket a megtért Prisca miatt. Diocles beszél feleségével, és végül neki is elárulja fiuk titkát; felesége lemond a kereszténységről. A császár Bajae-ba küldi őt Bionnal együtt; azt ígéri, amint az asszony eléggé megerősödött lelkileg, utánuk küldi Quintiport is. Lactantius megtért és máris nagy tiszteletnek örvend az alexandriai gyülekezetben. Diocles és Prisca úgy döntenek, fiuk menyasszonyául Hormizdát, Varanes húgát választják; Maxentiust küldik érte Perzsiába. Ő azonban már úton van Alexandriába, így Titanillát küldik el az üzenettel Maxentiushoz. Bár nem vallja be, de a lány nem szívesen hagyja itt Quintiport. Nyolc nap után visszatér; most már mindketten tisztában vannak egymás és a maguk érzelmeivel. Kleopátra fája alatt először csókolják meg egymást. Titanilla is Bajae-be megy Quintiporral.

### Bajae, vagy a szerelem könyve (XXVII–XXXIII.)
A császárné külön palotába helyezi Titanillát és Quintiport, de titokban, amikor csak tudnak, találkoznak. Constantius fiával meglátogatja a császárnét; ünnepi lakomát rendeznek, ahol Quintipor is jelen van, mint tálaló. A vacsora a fiúnak is kellemetlen, mivel Titanilla is jelen van, és a császárnénak is, mert Constantius megjegyzi, mennyire hasonlít rá a fiú. Másnap Constantius és fia elmondja a császárnénak, hogy a  keresztényüldözés ijesztő mértéket öltött. Az augusta úgy dönt, Alexandriába kíséri a caesart, hogy beszéljenek Diocletianusszal. Quintiport Bajae-ben hagyja Titanillával. Gránátvirág és Kis Tit minden percet együtt töltenek. Mámoros boldogságából a fiút Quintus halálhíre sem rázza fel. Pedig közben egyre nyomasztóbb gondolatai támadnak Titanillával kapcsolatban. Úgy érzi, a lány nem őszinte hozzá, a múltjáról, a múltbeli kapcsolatairól és azok mélységéről nem árul el semmit. Egy vihar során a lány megfázik, négy napig nem látják egymást. Tudják, hogy az együttlétüknek hamarosan vége. Egy reggel gyaloghintó jön Quintiporért; amikor visszatér, Tit már a kikötőben várja. A fiú boldogan elmondja, hogy a császár felszabadította, most már nem kell titkolózniuk. Titanilla azonban zokogva fogadja a hírt; többé nem találkoznak. Ő Maxentius menyasszonya, a princeps holnap érte jön. Quintipor ájultan esik össze.

### Róma, vagy a vér könyve (XXXIV–XXXVII.)
Quintipor és Hormizda az Anulinus-palotában laknak. Maxentius időközben feleségül vette Titanillát, de titokban átjár Hormizdához. Bion, aki Rómában vigyáz Quintiporra, megtudja a császártól, hogy az augusta és a Flaviusok (Constantius és fia) amnesztiát kér a keresztényeknek; a császár azonban azt szeretné, ha fia adná meg a kegyelmet. Lactantius úgy dönt, feladja magát mint keresztény; barátja természetesen hevesen tiltakozik. Egy színházi előadáson, ahova Quintipor is elment Bion társaságában, elszabadul a pokol, amikor a népszerű színész, Genesius a színpadon, több ezer ember előtt kereszténynek vallja magát. Quintipor állandóan Kis Titre gondol, vele álmodik. Egy reggel megjelenik Trulla, aki elmondja, hogy Titanilla még mindig beteg, szerinte haldoklik. Quintipor hirtelen ráeszmél, hogy mit kell tennie; felkeresi Benonit, és azt a megbízást adja neki, hogy egy halott keresztényt szállítson Nikomediába; a halott neve Gránátvirág.

### Nikomédia, vagy a végzet könyve (XXXVIII–XXXIX.)
Galerius Nikomediába érkezik haldokló lányához. A lány a császárnét is magához hívatja. Utolsó leheletével elmondja neki szerelme nevét: Gránátvirág. Diocletianus egyre jobban aggódik a fia miatt, akiről több mint egy hónapja nem kapott hírt. Megjelenik Bion, aki tovább mélyíti aggodalmát: Quintipor néhány búcsúsor kíséretében eltűnt. A matematikus elmondja, hogy kikötőben találkozott egy zsidó kereskedővel, aki egy Gránátvirág nevű keresztényt hozott koporsóban. A császárné a nevet meghallva felsikolt; idehozatják a koporsót. Quintipor fekszik benne. Diocletianus testileg-lelkileg összetörve kapja a hírt Galeriustól, hogy őt követelik a trónra. Diocletianus önként lemond a bíborról és Salonába akar menni feleségével és halott fiával, de Prisca nem hajlandó vele tartani; a fia gyilkosát látja benne. Végül Bionnal indul útnak. Eközben a Flaviusok leleplezik Maximianus és Galerius összeesküvését, de későn érkeznek, menekülniük kell. Byzantiumig jutnak, itt Constantius álmot lát: „Ezen a helyen leszel a világ ura”.

### Salona, vagy a vigasztalás könyve (XL.)
Bion levele Lactantiusnak; Diocletianus meghalt, aranykoporsóba zárt teteme alatt a halotti máglyát csakugyan a matematikus gyújtotta meg. Az új világ ura Constantinus. A rétor Byzantiumba invitálta barátját, de ő elutasítja meghívását és végső búcsút mond neki.
|  | Itt a vége a cselekmény részletezésének! |

## Feldolgozások
- Aranykoporsó a Szegedi Nemzeti Színház előadásában
- Az aranykoporsó a Budaörsi Játékszín előadásábanBudaörsi Játékszín
- Az 1972-es Aranykoporsó a [http://mek.oszk.hu/02100/02139/html/sz02/272.html Bartók Gyermekszínházban], Venczel Vera főszereplésével
- Opera három felvonásban, tíz képben; Vántus István feldolgozása. A szegedi bemutatón Diocletianus szerepében Sinkó György, Bion szerepében pedig Gregor József lépett színpadra.Sinkó György

## Keletkezése
Bár ifjúsági regényként tartjuk számon, több elmélet is született a regény keletkezését illetve mondanivalóját illetően. 1933-ban, a Zeneakadémián tartott előadásában (Amíg a regény eljut odáig) Móra azt vallotta, hogy a regény alapjául Szent Bonifác vértanú története szolgált, amit először Gulácsy Iréntől hallott 1926-ban. Az író halála után egy évvel közeli barátja, Supka Géza más magyarázattal állt elő. A Magyar Hírlapban közölt cikke szerint felvetette Mórának, hogy írjon a Habsburg-házról, Ferenc Józsefről; ő azonban túl kényesnek érezte a témát; ekkor került szóba Diocletianus alakja. Állítása szerint „Diocletianus szomorú történetének formájában Móra a Habsburg Birodalom összeomlását, a keresztényi mozgalmakban a magyar szabadságharcot és Ferenc Józsefnek a magyarokhoz való viszonyát írta meg ebben a könyvében”; tovább menve azt is tudni véli, hogy Prisca Erzsébet királynét, Quintipor pedig Rudolf trónörököst jeleníti meg. Ezt a felvetést támasztja alá Magyar László. Neki illetve néhány írótársuknak 1932 nyarán, egy vonatút során számolt be Móra a tervezett regényről: „Ferenc Józsefről még nem lehet regényt írni, hát megírom Ferenc József és a Monarchia regényét Diocletianus és a hanyatló Római Birodalom regényében.”
A női főszereplő, Titanilla alakjába – az irodalomtörténészek többé-kevésbé egybevágó értelmezése szerint – Móra a saját szerelmeit dolgozta bele: egy kicsit Gulácsy Irént is, aki a mű egyik ötletadója volt, egy kicsit Domokos Lászlóné Löllbach Emmát is, akivel az 1910-es években állt közeli kapcsolatban, de valószínűleg legnagyobb arányban friss, időskori múzsáját, a saját lányával közel egyidős Kalmár Ilonát, akivel épp a regény írásának kezdete táján ismerkedtek össze, és akivel a könyv születésének időszakában intenzív levelezésben (illetve titkos szerelmi viszonyban) álltak.

## Kiadások
Magyar
- . Budapest: Szent István Társulat (2010). ISBN 9789632771847
- . Budapest: Kossuth Kiadó Zrt. (2007). ISBN 9789630949446
- . Budapest: Osiris Kiadó Kft. (2006). ISBN 9789633898604
- . Budapest: Kossuth Kiadó Zrt. (2006). ISBN 963094944X
- . Budapest: Európa Könyvkiadó Kft. (2005). ISBN 9789630779180
- . Budapest: Móra Ferenc Ifjúsági Könyvkiadó Zrt. (2002). ISBN 9631177017
- . Budapest: Babits Kiadó Kft. (1997). ISBN 963901561X
- . Budapest: Unikornis (1995). ISBN 963427000X
- . Bukarest: Kriterion (1989). ISBN 9732600896
- . Budapest: Móra (1987). ISBN 9631151956
- . Békéscsaba: Szépirodalmi Könyvkiadó (1995, 1955). ISBN 9631512819
- . Budapest: Magvető (1979, 1968, 1965, 1964, 1962, 1961, 1971)
- . Budapest: Révai (1935)
- . Budapest: Genius R.T. (1933). ISBN 963427000X

Angol
- The Gold Coffin (angol nyelven) ford.: Rácz Éva:. Corvina Press (1964)

Német
- Der Goldene Sarg (német nyelven) ford.: Clemens von Walzel:. Budapest: Corvina Press (1961, 1977). ISBN 9631302148
- Der Goldene Sarg (német nyelven) ford.: Clemens von Walzel:. Zürich: Buchclub (1961)

Észt
- Quintipor ja Titanilla (észt nyelven) ford.: Villu Martens:. Tallin: Loomingu Raamat. period. (1969)

Lett
- Zelta zarks (lett nyelven) ford.: Sakse Elga:. Riga: Tapals (2007)

Orosz
- Zolotoj szarkofag (orosz nyelven) ford.: V. Malühin:. Moszkva: Hudlitizdat (1964)

Szlovák
- Zlatá rakva (szlovák nyelven) ford.: Anton Plevka:. Pozsony: Tatran (1969, 1970)
- Zlatá rakva (szlovák nyelven). Liptószentmiklós: Tranoscius (1947)

Szlovén
- Zlata krsta (szlovén nyelven) ford.: Jozef Smej:. Muraszombat: Pomurska Zalozba (1981)